# Ischnomelissa ecuadoriana
Ischnomelissa ecuadoriana är en biart som beskrevs av Brooks och Engel 1998. Ischnomelissa ecuadoriana ingår i släktet Ischnomelissa och familjen vägbin. Inga underarter finns listade i Catalogue of Life.